# Міссісіпі Джон Герт
Джон Сміт Герт, відомий як Міссісіпі Джон Герт (англ. Mississippi John Hurt; 8 березня 1892, Теок, округ Керролл, Міссісіпі — 2 листопада 1966, Гренада, Міссісіпі) — американський автор-виконавець і гітарист, представник раннього кантрі-блюзу.

## Біографія
Джон Герт народився в Теоку, штат Міссісіпі, 8 березня 1892 року в родині Айсома та Мері Джейн Герт, восьмим з десяти дітей Мері Джейн. Батька він лишився в ранньому дитинстві, а мати переїхала зі своєю родиною в Авалон, де вона придбала землю. У дев'ять років мати Джона купила йому першу гітару і він навчився грати на ній за допомогою сусіда. Після п'ятого класу Герт кинув школу, аби допомагати матері на фермі, а у вільний час грав на гітарі на місцевих вечірках і танцях.
Через певну ізольованість Авалону, розташованого вдалині від великих міст та шляхів, Джон мало контактував з мандрівними блюзменами свого часу, лише слухав пісні старших під час польових робіт. Проте 1916 року він короткий час працював на залізниці і познайомився з різними музичними стилями та новими для себе піснями, що значно розширили його музичний репертуар. 1916 року Джон Герт одружився з Гертрудою Госкінс, падчіркою свого брата, шлюб тривав до 1922 року, коли подружжя розучилося, хоча й без юридичного оформлення. За пять років Герт одружився з Джессі Лі Коул Нельсон і прожив з нею разом до смерті.
1928 року сусіди Герта, скрипаль Віллі Нармур та Шелл Сміт, що час від часу грали разом з Джоном, рекомендували його Томмі Роквеллу, шукачу талантів та представнику лейблу OKeh. 14 лютого 1928 року в Мемфісі було записано вісім пісень у виконанні Джона Герта, лише дві з яких побачили світ на 10-дюймовій платівці «Frankie / Nobody's Dirty Business» (OKeh, 8260). Саме тоді вперше, скоріш за все з рекламною метою, перед іменем виконавця з'явилось «Міссісіпі». Платівка добре продавалася і в грудні того ж року Роквелл запросив Джона до Нью-Йорку, де OKeh записав ще дванадцять пісень Герта, десять з яких також вийшли п'ятьма платівками. Чотири були випущені 1929 та одна (Avalon Blues / Ain't No Tellin' ) 1930 року. Завдяки «Avalon Blues» Герта було розшукано на початку 1960-х. Дві невидані пісні з записів 1928 року («Shiverlie Red Blues» та «Window Light Blues») не збереглися, а ще одну, «Big Leg Blues», було видано вже після смерті Джона. За свою роботу він отримав від OKeh 240 доларів, чималу суму для тогочасного землероба з Міссісіпі.
Велика депресія, що наступного року охопила світ, підірвала можливі перспективи музичної кар'єри Джона Герта. Columbia Records, якій на той час належав лейбл OKeh, 1933 року збанкрутувала і програма відтворення народної музики припинилася. Але, на відміну від багатьох його сучасників, що рушили в пошуках роботи на Північ США, Герт лишився в Авалоні, працював за програмою Адміністрації громадських робіт (англ. Works Progress Administration), займався землеробством та працював на сільгоспроботах за наймом, граючи при нагоді для друзів та на вечірках.

## «Нове відкриття» Джона Герта
У часи «повторного відкриття» блюзу, 1963 року, подібно до інших чорних виконавців 1920-х—1930-х років, Джона Герта випадково відшукали Том Госкінс і Дік Спотсвуд. Том Госкінс був молодим гітаристом-початківцем, що цікавився кантрі-блюзом. Він подорожував Півднем США і збирав старі платівки 78 об/мин у виконанні блюзменів 1920-х — 1930-х років. Щойно почутий «Avalon Blues» Міссісіпі Джона Герта викликав його захоплення, і, за вказівкою в тексті «Авалон — моє рідне місто, завжди в моїх думках», він разом з Діком Спотсвудом в березні 1963 року вирушив до Авалону. На свій великий подив Госкінс знайшов живого Міссісіпі Джона Герта, спілкувався з ним і слухав пісні в його виконанні. Свою бесіду та музику Госкінс записав на магнітофон, витяги з цього двогодинного запису видані 2011 року на CD Discovery: «The Rebirth of Mississippi John Hurt March 3», 1963 (Spring Fed Records, SFR 108).
Приблизно за тиждень Госкінс повернувся з Вашингтону, аби запросити Джона Герта на запис. Записи було зроблено Пітером Сілічем, Пітером Кайкендаллом та Сенді Фішером в Аннаполісі, штат Меріленд, 24, 26, 29 та 2 квітня 1963 року. Того ж року записи були використані для першого сольного альбому Джона Герта «Folk Songs And Blues» (Piedmont, PLP 13157). В липні 1963 року Джон Герт, який ніколи не грав перед аудиторією більшою за коло друзів в Авалоні, виступив з великим успіхом на Ньюпортському фолк-фестивалі перед натовпом з 18 000 осіб. У вересні 1963 року він з дружиною Джессі та онуками перебрався до Вашингтону. Він став регулярно виступати у Вашингтоні, Бостоні, Нью-Йорку та Філадельфії. З часом він ще двічі (1964 та 1965) відвідував Ньюпорт, а також виступав на фолк-фестивалях у Берклі, Лос-Анджелесі та Чикаго. Ньюпортський виступ наживо увійшов до альбомів «Newport Folk Festival 1963 The Evening Concerts Vol. 1 та „Blues At Newport“ (Vanguard, Fontana).
Практично весь свій наявний репертуар Міссісіпі Джон Герт записав для Бібліотеки Конгресу та для лейбла Vanguard. Записи для Бібліотеки Конгресу відбулися в липні 1963 і випущені альбомами Monday Morning Blues» (1980, Flyright FLYLP 553) та Avalon Blues" (1982, Heritage HT-301). Vanguard, окрім регулярного включення Герта до блюзових зіркових збірок, випустив ще повні студійні альбоми "Today! (1966), «The Immortal Mississippi John Hurt» (1967), «The Best Of Mississippi John Hurt» (1970). Повний набір студійних записів «Vanguard Mississippi John Hurt ‎– The Complete Studio Recordings» перевидано 2000 року комплектом з трьох CD.
Герт повернувся назад, до Міссісіпі, на початку 1966 року і помер у Гренаді, штат Міссісіпі в листопаді 1966 року від серцевого нападу.

## Особливості
Джон Герт навчився грати на гітарі до набуття блюзом популярності. Він слухав музикантів, що йшли Авалоном у складі мандрівних шоу. Багато з них тиражували фортепіанний стиль регтайм, виконували басовий ритм на гітарі лівою та накладали на нього синкоповану мелодію, відтворену пальцями правою рукою, вони називали себе «піснярами» і грали все, що заманеться, аби розважити слухачів. Як більшість самоучок, Джон Герт мав унікальну манеру виконання. Його техніка демонструвала перебір лише трьома пальцями правої руки, безіменний палець та мізинець були жорстко зафіксовані на деці гітари. Репертуар сільського музиканта Джона Герта, як і у мандрівних музикантів, складався з музики найрізноманітніших стилів, що подобалась йому та оточенню, включно з блюзом, регтаймом, госпелом та популярними народними піснями, походження яких сягало 1900-х років або раніше. У зв'язку з цим деякі музикознавці (наприклад, Gérard Herzhaft, Elliot S. Hurwitt) висловлюють сумніви, чи можливо вважати Герта справжнім блюзменом. Блюз як такий ще не був остаточно сформований, значна частина цього пре-блюзу, кантрі-блюзу та фолк-блюзу лишилася не зафіксованою. В 1920-х роках компанії звукозапису зрозуміли комерційну цінність цієї музики і частина її була записана. Отже, Джон записував блюзові мелодії із використанням власного альтернативного басового підходу, як у «Monday Morning Blues» та «Avalon Blues». Окрім того, в релізах 1929—1930 років OKeh додала слово «блюз» до таких зовсім не-блюзових мелодій як «Stack O Lee Blues» та «Candy Man Blues». Але значну частину його репертуару так само складає госпел («I Shall Not Be Moved», «Nearer My God To Thee»), регтайм («Salty Dog», «Candy Man», «My Creole Bell») та твори інших стилів, виконані у невластивому їм супроводі акустичної гітари.

## Вшанування

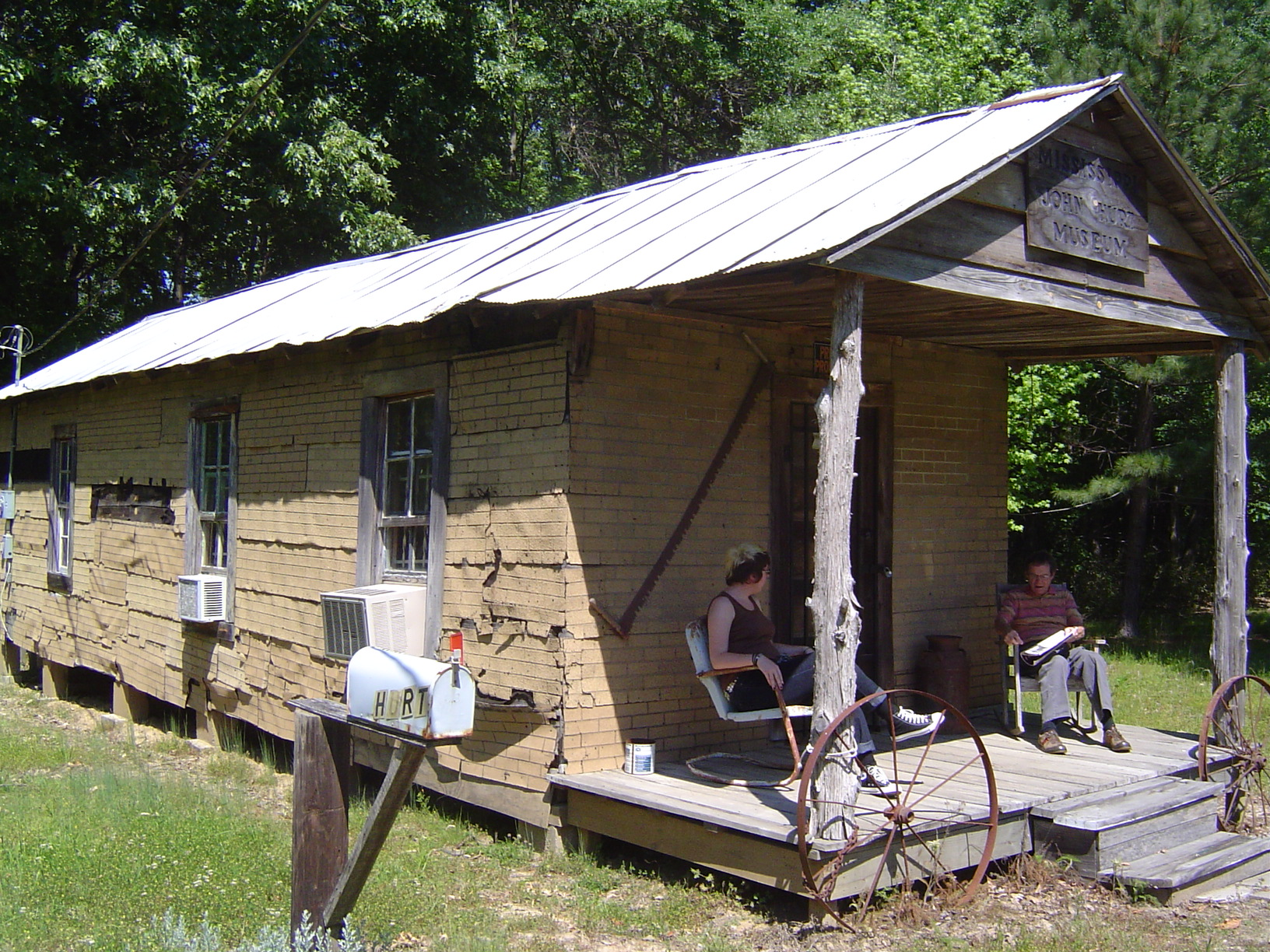
Музей Міссісіпі Джона Герта в Авалоні

1988 року Міссісіпі Джона Герта включено до Зали слави блюзу.
1997 року в категорії «Найкращий перевиданий альбом» премію Blues Music Award отримав альбом "Mississippi John Hurt: Avalon Blues, «The Complete 1928 OKeh Recordings» (1996, Columbia/Sony CK64986)
1999 року онука Джона Герта, Мері Френсіс Герт, заснувала Фонд Міссісіпі Джона Герта, метою якого є збереженню музичної спадщини та історії виконавця та сприяння музичній освіті малозабезпеченої молоді. Фонд підтримує музей Міссісіпі Джона Герта та музичний фестиваль його імені, що проводиться щорічно в Авалоні, штат Міссісіпі.
1999 року альбом «Songs Of Mississippi John Hurt» (1999, Philo 1216) у виконанні Білла Морріссі номіновано на премію Греммі в категорії «Найкращий традиційний фолк-альбом»
2013 року відбувся реліз альбому Рорі Блок Avalon: A Tribute to Mississippi John Hurt (Stony Plain, SPCD1369), який продовжив її «Mentors series»
У документальному серіалі «American Epic» (2017) Бернарда Макмагона, що досліджує історію американської музики і звукозапису 1920-х років, одна з серій присвячена життю і творчості Міссісіпі Джона Герта.

## Вибрана дискографія

### Студійні записи
- 1996 Avalon Blues: The Complete 1928 Okeh Recordings (Columbia/Sony CK64986) Записи зроблені 14 лютого 1928, 21 і 28 грудня 1928 року
- 1966 Today! (Vanguard VSD-79220)
- 1967 The Immortal Mississippi John Hurt (Vanguard VSD-79248)
- 1972 Last Sessions (Vanguard VSD-79327)
- 1980 Monday Morning Blues The Library Of Congress Recordings Vol. 1 (Flyright FLYLP 553)
- 1982 Avalon Blues The Library Of Congress Recordings Vol. 2 (Heritage HT-301)

### Концертні записи
- 1970 The Best Of Mississippi John Hurt (Vanguard VSD 19/20)